# Liste der Länderspiele der israelischen Männer-Feldhandballnationalmannschaft
Diese Liste enthält Feldhandballspiele der israelischen Feldhandballnationalmannschaft der Männer, die vom Israel Handball Association (IHA) als offizielle Länderspiele anerkannt sind.

## Legende
Dieser Abschnitt dient als Legende für die nachfolgenden Tabellen.
- A = Auswärtsspiel
- H = Heimspiel
- * = Spiel an neutralem Ort
- WM = Weltmeisterschaft
- rote Hintergrundfarbe = Niederlage der israelischen Mannschaft
- grüne Hintergrundfarbe = Sieg der israelischen Mannschaft

## Liste der Spiele
| Nr. | Datum        | Ergebnis    | Gegner                          |   | Austragungsort             | Anlass              | Zuschauer | Bemerkungen                                                                  |
| --- | ------------ | ----------- | ------------------------------- | - | -------------------------- | ------------------- | --------- | ---------------------------------------------------------------------------- |
| 1   | 4. Apr. 1961 | 15:16       | Japan                           | H | Tel Aviv, Makkabia-Stadion |                     |           |                                                                              |
| 2   | 29. Mai 1963 | 11:05       | Niederlande                     | A | Amsterdam                  |                     |           | Möglicherweise nicht die Nationalmannschaft NLDs, da keine Infos auf Delpher |
| 3   | 3. Juni 1963 | 05:21 (4:9) | Deutsche Demokratische Republik | * | Bern                       | WM-Vorrunde         |           |                                                                              |
| 4   | 5. Juni 1963 | 12:15 (5:6) | Österreich                      | * | Luzern                     | WM-Vorrunde         |           |                                                                              |
| 5   | 6. Juni 1963 | 04:20       | Polen                           | * | Burgdorf                   | WM-Vorrunde         |           |                                                                              |
| 6   | 9. Juni 1963 | 16:05       | Vereinigte Staaten              | * | Basel                      | WM-Spiel um Platz 7 |           |                                                                              |

## Sonstige Spiele
| Datum              | Ergebnis     | Gegner                          |   | Austragungsort                     | Anlass | Zuschauer | Bemerkungen |
| ------------------ | ------------ | ------------------------------- | - | ---------------------------------- | ------ | --------- | ----------- |
| 31. Mai 1963 19:00 | 29:10 (15:7) | Rotterdam Handballverein Dynamo | A | Rotterdam, Sportcomplex Varkenoord |        |           | [ 2 ] [ 3 ] |